# شمشي أدد الخامس
شمشي-أدد الخامس ملك آشور للفترة من (825-811 ق.م)، استلم الحكم من والده شلمنصر الثالث حيث كانت الحروب الداخلية والانقسام الشديد داخل البيت الاشوري، ويمثل عهده نهاية العهود القوية التي مرت على بلاد اشور في عهد امبراطوريتها الأولى، ففي اواخر عهد والده شلمنصر اجتاحت البلاد ثورة عارمة تزعمها أحد ابناءه، وحاول شمشي-ادد إعادة سيطرة البلاد على الاقاليم والبلدان التي سبق لها وان خضعت للحكم الاشوري فقام بعدد من الحملات العسكرية إلى المنطقة الشمالية والشمالية الشرقية وإلى بلاد بابل غير ان الاوضاع الداخلية في البلاد لم تعد إلى ما كانت عليه في السابق وما ان توفي شمشي- ادد الخامس حتى عم الضعف والتدهور في البلاد وحلت ازمات اقتصادية وقد استمرت فترة الضعف والتدهور هذه زهاء 80 عاما حتى قيام الامبراطورية الاشورية الثانية عام 745 ق.م.

## ثورة الفلاحين
في عام 828 ق.م أيام حكم والده شلمنصر الثالث، قام إبنه الأكبر (آشور دانن ابلي) ثورةً ضدَّ حكم والده تؤازرُهُ فيها (27) مدينة منها آشور، نينوى، أربيل، سيانيبا، أرابخا (كركوك حالياً) وزابان، وساندَتهُ في ثورته الكثير من المستَعمرات الآشورية، بحيث لم تبقى إلى جانب الملك إلا عاصمته كالح وضواحيها بالإضافة إلى نصيبين وحران والبلدان المُستولى عليها حديثاً، وسُمّيت بـ (ثورة الفلاحين)، فطَلَبَ شلمنصر من إبنِهِ الثاني (شمشي أدد) قَمْعَ تلك الثورة، الذي قاد حملة عسكرية ضد أخيه والمدن الثائرة، خاض فيها الأخوين معارك استمرت أكثر من ثلاثة سنوات وانتهت بانتصار شمشي أدد وقتله لأخيه آشور دانن ابلي.

## عرش آشور وصراعه مع بابل
استلم الحكم سنة 825ق.م بعد وفاة أبيه وقضائه على ثورة أخيه التي طالت أكثر من ثلاث سنوات تَزَعزَعَ فيها الاستقرار في بلاد آشور، فاستَغَلَّت بذلك بعضُ الممالك الخاضعة للامبراطورية الآشورية وامتنعت عن دفع الأتاوات المفروضة عليها، فقرَّرَ إثر ذلك اخضاعها وتأديبها، فابتدأ بدولة أرارات في بلاد الاناضول فأخضعها، ثمَّ أوكلَ إخضاعَ باقي الممالك المتمرِّدة الأخرى إلى قائد جيشه الذي نجح في ذلك.
وحدث بعد وفاة مردوخ شمي دان ملك بابل الذي كان صديقاً للملك شلمنصر الثالث والد شمشي أدد الخامس، اعتلى عرشَ بابل سنة 819 ق.م غريمَهُ السابق (مردوخ بلاصو إقبي) الذي لم يقبل بهيمنة الآشوريين وأعلن استقلال بلاد بابل عن الدولة الآشورية، فقرَّر ملك آشور شمشي أدد الخامس الزحف على بابل واحتلالها، فانتصر عليها وأجبر ملكها على الاستسلام والخضوع للسيطرة الآشورية. ولكن ذلك الاجراء لم يستمر أكثر من سِت سنوات، إذ إن من خلف مردوخ بلاصو إقبي كان الملك (باوخ دان) الذي رفض الخضوعَ لسُلطة شمشي أدد الخامس، فدارت رَحى الحرب مُجَدّّداً بين بابل وآشور وقبل حَسمِها توفي الملك شمشي أدد الخامس سنة 810 ق.م، وتسنَّمَ العرشَ إبنُهُ (أدَد نيراري الثالث) الذي واصلَ الحربَ ضدَّ ملك بابل باوخ دان فانتصرَ عليه وأسِرَهُ واقتادهُ إلى بلاد آشور وأقام على حُكم بابل رَجُلاً من الموالين له.

## زواجه منشامورامات
كانت شامورامات (سميراميس) فتاةً كلدانية بارعة الجَمال من مدينة (بورسيبا) البابلية، احبها الملكُ الآشوري شمشي أدد الخامس وتزوَّجَها ثمَّ جعلها تشاركه حكم مملكته الواسعة، وبعد وفاتِهِ أصبحت وَصِيةً على إبنِها وريث العرش الآشوري (أدد نيراري الثالث) فحَكَمَت مملكةَ آشور بكل اقتدار وحافظَت بأمانةٍ على إرثِ زوجِها، وأدَّت دورَها (كملِكة أُم) بِمُنتهى الإخلاص لآشور بالرغمِ من عِرقِها الكلداني ومولِدِها البابلي. كان لها الأثَر الكبير في نقل الحضارة البابلية ومُنجزاتها إلى دولة آشور، وما ساعدَها على ذلك كان شعورُ الشعب الاشوري بمختلف أعراقه وانتمآته واعترافُهُ بعراقة بابل وتفوّقِها الفكري والحضاري.

## وفاته
توفي شمشي-ادد الخامس 811 ق.م، وخلفه ابنه ادد-نيراري الثالث وكان قاصرا فتولت امه الملكة سمورامات (سميراميس) كوصية على العرش لمدة 5 سنوات.

## مسلة شمشي أدد الخامس
شيدت ونصبت هذه المسلة في العاصمة الأشورية كالخو (مدينة النمرود) من قبل الملك الآشوري شمشي أدد الخامس، وتصور الملك يصلي أمام الرموز الآلهية وهو يمد يده اليمنى إلى الامام مع السبابة الممدودة، كما لو أنه قد طرق أصبعه للتو، حيث في الادبيات الأشورية تعتبر هذه الحركة نموذجية من الاحترام والدعاء تجاه الآلهة. والرموز الالهية في المسلة ترمز من أعلى إلى أسفل إلى الآلهة الخمسة (آشور، شمش، سين، أدد، وعشتار)، ويرتدي الملك قلادة من الصليب المالطي الكبير على صدره كرمز بديل للأله شمش (إله الشمس والعدالة).
تصوير الملك في هذه المسلة يعتبر غير اعتيادي، حيث تظهر لحيته في نمط قديم غريب، وتم كتابة النص المسماري في أسلوب نصي قديم مصطنع. كان شمشي أدد حريصا جدا على التأكيد على شرعية حكمه لأنه اضطر للقتال من أجل العرش ضد التمرد الذي كان يقوده شقيقه الأكبر.

## وصلات خارجية
- مسلة شمشي أدد الخامس.
- الامبراطورية الاشورية الأولى/جامعة بابل -كلية التربية.
- الموسوعة العربية.

| المناصب السياسية   | المناصب السياسية                   | المناصب السياسية        |
| ------------------ | ---------------------------------- | ----------------------- |
| سبقه شلمنصر الثالث | ملك آشور حوالي (824ق.م) – (811ق.م) | تبعه أداد نيراري الثالث |